# Grevillea banksii
Grevillea banksii, conocida en sus lugares de origen con los nombres:  "ed silky oak", "dwarf silky oak", "Banks' grevillea", "byfield waratah" y, en Hawái, "Kahili flower"  es una planta del gran género  Grevillea perteneciente a la familia Proteaceae. Nativa de Queensland ha sido una popular planta ornamental hasta que los horticultores han conseguido híbridos más pequeños y floridos. 

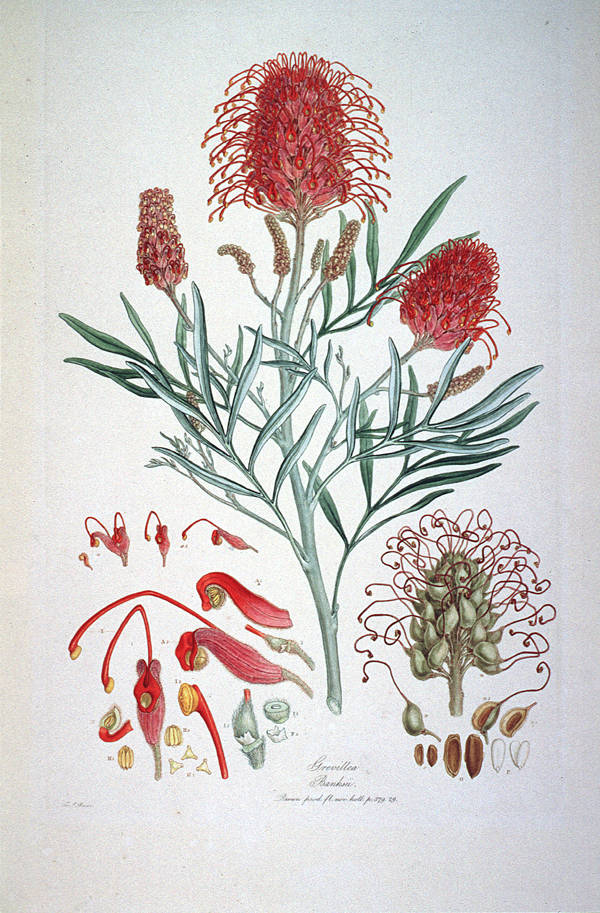
Ilustración

## Características
Es un espléndido arbusto o un pequeño árbol que alcanza los 7 metros de altura. Sus hojas son pinnadas con 3-11 profundas divisiones, leneales o lanceoladas con 5-10 cm de longitud y 1 cm de ancho. Las flores son de rojo brillante o blanco crema, en agrupaciones de 15 cm de longitud. Florece durante el año, pero principalmente en invierno y primavera.  

## Distribución
Grevillea banksii se encuentra en la costa de  Queensland  desde Ipswich a Yeppoon. Crece en parcelas, colinas y bosques.

## Cultivos
Variaciones de especies de Grevillea banksii se han cultivado por muchas décadas, sin embargo ahora se están sustituyendo por híbridos más compactos y más pequeños como la Grevillea Robyn Gordon y la Grevillea Superb. Estas plantas tienen las flores más grandes y compactas. 

## Taxonomía
Grevillea banksii fue descrita por Robert Brown y publicado en Transactions of the Linnean Society of London 10: 176. 1811.
Etimología
Grevillea, el nombre del género fue nombrado en honor de Charles Francis Greville, cofundador de la Royal Horticultural Society.
banksii, el epíteto fue otorgado por Robert Brown en honor de Joseph Banks, naturalista, explorador y botánico inglés
Sinonimia
- Grevillea banksii f. albiflora (Degen) O.Deg. & I.Deg.
- Grevillea forsteri T.Moore
- Stylurus banksii (R.Br.) O.Deg.[2]